# Christine Flores
Christine Marie Flores (San Antonio, 27 luglio 1990) è un'ex cestista statunitense.

## Carriera
È stata selezionata dalle Phoenix Mercury al terzo giro del Draft WNBA 2012 (30ª scelta assoluta).
Con gli Stati Uniti ha disputato i Giochi panamericani di Guadalajara 2011.